# Моба

Представители некоторых африканских народов: туарегов, фульбе, моба, догонов, масаев, тва, хауса, зулусов и бушменов

Мо́ба (мова) — африканский народ, обитающий на севере Того (область Саванны) и в пограничных районах Ганы и Буркина-Фасо.
Их численность составляет примерно 150 тыс. человек.
Говорят они на языке моа (моаре) группы гур нигеро-кордофанской семьи. Их родственными народами являются народы гурма и бассари.

## Влияние других народов
В доколониальный период народ моба испытал сильное культурное влияние гурма, моси и мампруси. Многие общины моба входили в состав или были в зависимости от раннеполитических образований Мампруси и Дагомба.(Урланис, Борисов, 1983: 580)

## Религия
Большинство моба — мусульмане, часть из них — мусульмане-сунниты. Иногда встречаются и христиане-католики. (Шаревская, 1964: 387)

## Занятия
Основными занятием были: тропическое ручное земледелие, скотоводство, птицеводство. Также, было распространено отходничество на плантации кофе и какао в Южные районы Того и Ганы. Хорошо развито земледелие. Традиционные ремёсла — ткацкое, гончарное, выделка кожи, плетение. (Шпажников, 1967: 285)

## Жилища
Жилища народов моба представляли собой круглую глинобитную хижину с конической крышей из плетёной соломы. Чаще всего жилища обносились глинобитным забором, который служил для них своеобразным ограждением от внешней среды.

## Пища
Основная пища была растительная (каши и лепёшки из злаковых культур, похлёбки, овощи). Молочные продукты не употреблялись в пищу и не производились совсем.

## Социальная организация
В основу традиционной социальной организации входят деревенские и большесемейные общины, патрилинейные роды, возрастные институты. Брачное поселение вирилокальное, практикуются полигиния, сорорат, левират, покупной брак, обряд инициаций (со сменой личного имени) при переходе в возрастную степень взрослых.
Значительным влиянием пользуются жрецы культа земли («хранители земли»). Многие представители народа моба известны своей музыкальностью и творческим талантом. наибольшее распространение получили песни и сказки.